# روبرتو غاليا
روبرتو غاليا (بالإيطالية: Roberto Galia)‏ (ولد 16 مارس 1963 في تراباني) هو مدرب إيطالي لكرة القدم ولاعب محترف سابق. حالياً يدير فريق إنسوبريا. مثل إيطاليا في الألعاب الأولمبية الصيفية 1988.

## مسيرته الكروية
لعب روبرتو غاليا خلال مسيرته الاحترافية مع 5 أندية في ثمانية عشر موسمًا وسجل خلالها 21 هدفًا ضمن 428 مباراة. حيث فاز في موسمين بالكأس ولم يفز بأي دوري.
خاض روبرتو غاليا مسيرته مع نادي كومو في موسم 1980–81 في المرة الأولى واستمر معه طيلة ثلاثة مواسم ثم في موسم 1994–95 واستمر معه طيلة ثلاثة مواسم، مشاركًا طوالها في 137 مباراة سجل خلالها 7 أهداف. ثم انتقل إلى نادي سامبدوريا في موسم 1983–84 واستمر معه طيلة ثلاثة مواسم، حيث شارك في 71 مباراة سجل خلالها هدفين. لينتقل بعدها إلى نادي هيلاس فيرونا في موسم 1986–87 ولمدة موسمين، مشاركًا في 57 مباراة سجل خلالها 7 أهداف. ثم انتقل إلى نادي يوفنتوس في موسم 1988–89 ليلعب معه ستة مواسم، مشاركًا في 157 مباراة سجل خلالها 5 أهداف.

## روابط خارجية
- روبرتو غاليا على موقع قاعدة بيانات كرة القدم.إي يو (الإنجليزية)
- روبرتو غاليا على موقع ناشيونال فوتبول تيمز (الإنجليزية)
- روبرتو غاليا على موقع عالم كرة القدم.نت (الإنجليزية)
- روبرتو غاليا على موقع أوليمبيديا (الإنجليزية)